# Pierre-Louis Chovet

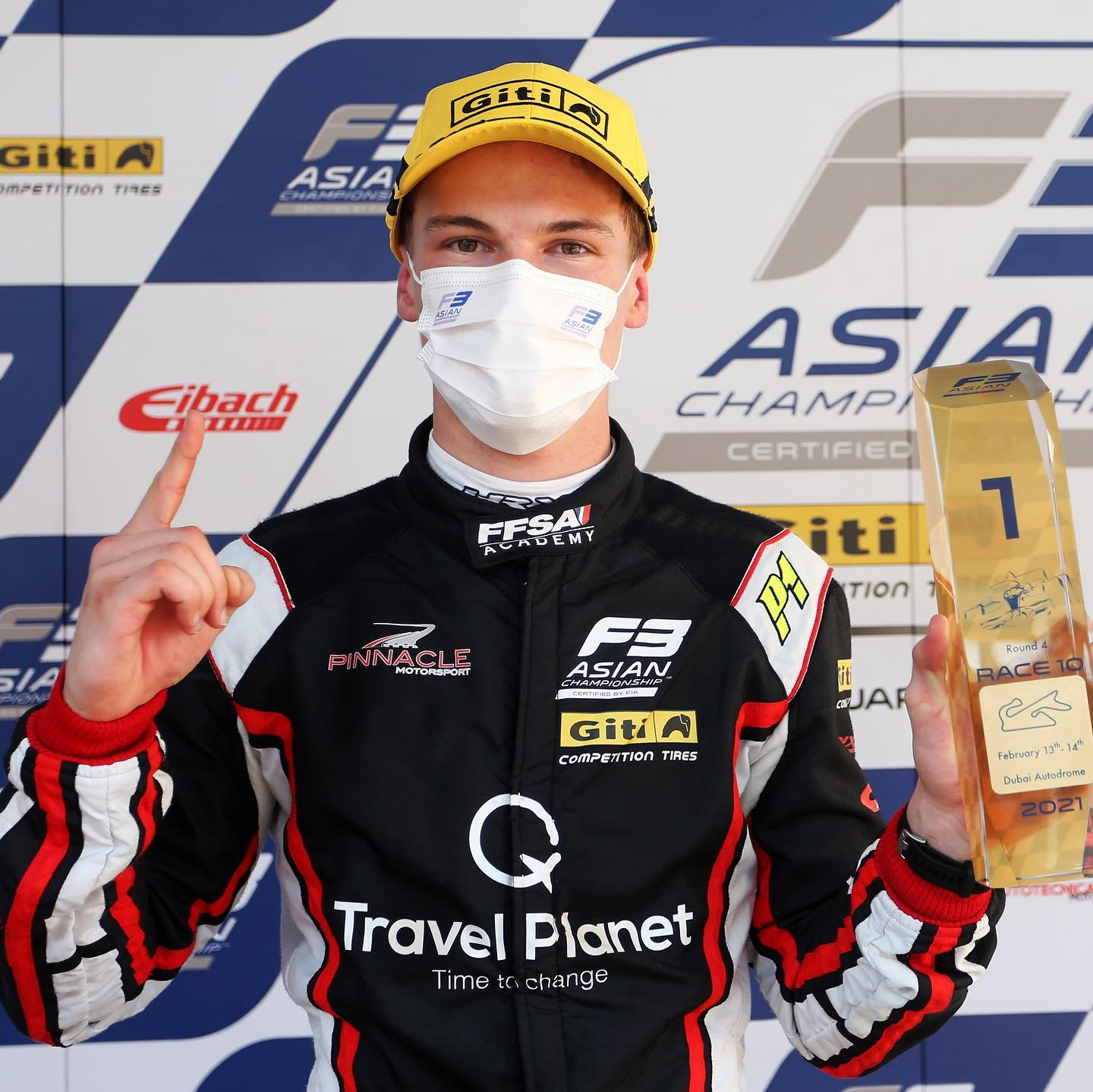
Pierre-Louis Chovet

Pierre-Louis Chovet (Avignon, 11 april 2002) is een Frans autocoureur.

## Autosportcarrière
Chovet debuteerde in 2017 in het formuleracing in het Franse Formule 4-kampioenschap. Hij nam enkel deel aan de laatste drie raceweekenden van het kampioenschap als gastcoureur, waardoor hij geen punten kon verdienen. In zijn eerste raceweekend op het Circuit Magny-Cours werd hij gediskwalificeerd tijdens de tweede race omdat hij een drive through penalty niet inloste, waardoor hij tevens werd uitgesloten voor de derde race. Desondanks boekte hij goede resultaten en wist hij tijdens het laatste raceweekend op het Circuit Paul Ricard zelfs een race te winnen.
In 2018 reed Chovet fulltime in de Franse Formule 4. Hij behaalde vier podiumplaatsen op het Circuit Paul Armagnac, Spa-Francorchamps (tweemaal) en Dijon-Prenois, voordat hij het raceweekend op Magny-Cours moest missen. Bij het daaropvolgende weekend op het Circuito Permanente de Jerez keerde hij terug en behaalde hij opnieuw een podiumfinish, voordat hij in het laatste weekend op het Circuit Paul Ricard een overwinning boekte. Met 162 punten eindigde hij op de zesde plaats in het klassement.
In 2019 maakte Chovet de overstap naar de Euroformula Open, waarin hij voor RP Motorsport uitkwam. Vanwege aanhoudende problemen van het team met de Toyota-motor kwam hij in slechts vier van de negen raceweekenden in actie. Hij kwam enkel met een negende plaats op Spa-Francorchamps tot scoren. Met twee punten eindigde hij op plaats 23 in het kampioenschap.
In 2020 stapte Chovet over naar het Formula Regional European Championship, waarin hij uitkwam voor het team Van Amersfoort Racing. Hij behaalde een overwinning op het Circuit de Barcelona-Catalunya en stond in zes andere races op het podium, waardoor hij met 244 punten vijfde werd in de eindstand. Tevens nam hij dat jaar deel aan twee raceweekenden van het FIA Formule 3-kampioenschap voor het team Hitech Grand Prix als vervanger van de vertrokken Max Fewtrell. In zijn laatste race op het Autodromo Nazionale Monza kwam hij tot scoren met een zesde plaats, waardoor hij met vijf punten het seizoen als negentiende afsloot.
In 2021 begon Chovet het seizoen in het Aziatische Formule 3-kampioenschap, waarin hij uitkwam voor Pinnacle Motorsport. Later dat jaar kwam hij uit voor het team Jenzer Motorsport in de FIA Formule 3. Na het eerste raceweekend verliet hij dit team alweer vanwege sponsorproblemen. Wel mocht hij tijdens het tweede weekend instappen bij Campos Racing als eenmalige vervanger van László Tóth. Tijdens deze races was een veertiende plaats in Barcelona zijn beste klassering. Hierdoor eindigde hij puntloos als dertigste in het klassement.